# Strasserisme
L'Strasserisme fa referència al vessant del nazisme que advocava, com en l'actualitat fa el neonazisme, que reclamen postures més radicals, d'acció de masses i de treballadors basada en la forma del Nacional Socialisme, hostil als jueus de base anticapitalista, per aconseguir un renaixement nacional. Deriva el seu nom, de Gregor i Otto Strasser, els dos germans nazis inicialment associats amb aquesta posició. Amb l'oposició de punts de vista estratègics a Adolf Hitler, Otto Strasser va ser expulsat del NSDAP el 1930, mentre que Gregor Strasser va ser assassinat durant la nit de 1934 dels ganivets llargs.
L'Strasserisme va arribar a ser aplicat com una forma de nazisme primitiu que es va desenvolupar al voltant dels germans. Tot i que havien participat en la creació del Programa Nacional Socialista de 1920, ambdós es van comprometre a "trencar les cadenes del capital financer". Aquesta oposició al "capitalisme financer jueu", que contrasta amb " el capitalisme productiu ", va ser compartida pel mateix Adolf Hitler, qui va manllevar la idea de Gottfried Feder.
Aquesta forma populista i antisemita de lluita contra el capitalisme es va desenvolupar exageradament a partir del 1925, quan Otto Strasser va publicar el Nationalsozialistische Briefe, que discutia les nocions de conflicte de classes, la redistribució de la riquesa i una possible aliança amb la Unió Soviètica. El 1930 li segueix l'obra Ministersessel oder Revolution ('seient del Gabinet o revolució') va anar més lluny a l'atacar a la traïció de Hitler de l'aspecte socialista del nazisme, així com criticar la noció de Führerprinzip. Mentre que Gregor Strasser es va fer ressò de moltes de les obres del seu germà, la seva influència en la ideologia és menor, per la seva permanència en el Partit Nazi durant més temps i la seva primerenca mort. Otto, per la seva banda, va continuar ampliant el seu argument, demanant la dissolució dels latifundis i el desenvolupament d'una cosa semblant a un sistema de gremis i la creació connexa d'una càmera de Reich, semblant a una cooperativa per assumir un paper protagonista en la planificació econòmica.
L'Strasserisme, per tant, es va convertir en un capítol diferent del nazisme que, mentre que aferrar-se als ideals nazis anteriors com ara l'ultranacionalisme i l'antisemitisme, afegeix una forta crítica del capitalisme i emmarcat això en la demanda d'una major "socialisme econòmic", (cap destacar que Hitler per la seva part va rebre durant la dècada del 20 i 30 fortes sumes de diners procedents de capitals milionaris dels EUA, Anglaterra, França i els industrials de la mateixa Alemanys).
Es discuteix, però, si l'Strasserisme va ser la representació efectiva d'una forma diferent de nazisme. Segons l'historiador Ian Kershaw, "els líders de les SA [que incloïen a Gregor Strasser] no tenien una altra visió del futur d'Alemanya o d'una altra política per proposar". No obstant això, ells advocaven per la radicalització del règim nazi, i l'enderrocament de les elits alemanyes, treballant per a l'arribada de Hitler al poder.
Durant la dècada de 1970 les idees de Strasser van començar a ser esmentades amb més força a Europa on grups d'extrema dreta com joves sense vincles concrets a Hitler i un sentit més fort de la lluita contra el capitalisme van passar a primer pla considerats com un corrent del neo-nazisme.